# Joseph Ovide Brouillard
Pour les articles homonymes, voir Brouillard (homonymie).
Ovide Brouillard (né le 17 janvier 1859 à Saint-Aimé (Canada-Est) et mort le 3 mars 1940 à l'âge de 81 ans) est un homme d'affaires et homme politique québécois.  Il a été maire de Drummondville de 1912 à 1914 et député de Drummond—Arthabaska à la Chambre des communes du Canada de 1911 à 1921.

## Biographie
Ovide Brouillard habite le village de Carmel, où il exploite un magasin général et une scierie, alimentée par des concessions forestières dans la région. En 1893, il épouse Médérise Gauthier. En 1907, il s'installe à Drummondville. Il étend ses activités forestières jusqu'au Saguenay et en Gaspésie. Il investit aussi dans plusieurs autres types d'entreprises à Saint-Hyacinthe, Valleyfield, Drummondville et Montréal.

### Politique

#### Provinciale
Lors de l'élection générale québécoise du 8 juin 1908, Ovide Brouillard est candidat libéral indépendant dans le district électoral de Drummond. Joseph Laferté, le candidat officiel du Parti libéral est déclaré élu. Mais l'élection de Laferté est contestée devant les tribunaux par le troisième candidat, Napoléon Garceau, candidat nationaliste. Les partisans libéraux sont divisés sur l'attitude à adopter puisque l'un des leurs, Brouillard, convoite toujours le poste et dispose de plusieurs appuis dans le parti. Le 31 décembre 1909, le résultat de cette élection du 8 juin 1908 dans Drummond est annulé par la Cour de Révision. Une élection partielle est annoncée pour le 5 mars 1910. Brouillard souhaite y être de nouveau candidat et Joseph Laferté souhaite que son fils, Hector Laferté, soit le candidat libéral. Pour mettre fin à cette division entre candidats du Parti libéral, le parti désigne comme candidat officiel le ministre Louis-Jules Allard, qui démissionne comme membre du Conseil législatif pour se présenter à cette élection à l'Assemblée législative. Brouillard et Laferté acceptent alors de ne pas être candidats,.

#### Municipale
Ovide Brouillard est conseiller et, de 1898 à 1907, maire de Notre-Dame-du-Bon-Conseil. Il est conseiller municipal de Drummondville et, de 1912 à 1914, maire de Drummondville. L'élection du 4 novembre 1912 à la mairie de Drummondville oppose Ovide Brouillard à Napoléon Garceau, avocat et journaliste. Garceau s'oppose à l'ingérence du clergé en politique. Le curé de Drummondville, Frédéric Tétreau, donne son appui à Brouillard. Brouillard est élu.

#### Fédérale
Ovide Brouillard est élu député du Parti libéral dans la circonscription fédérale de Drummond—Arthabaska lors de l'élection de 1911. En 1916, il s'installe à Montréal. Il est réélu, sans opposition, comme député de Drummond—Arthabaska en tant que libéral de Laurier lors de l'élection de 1917. Il ne se représente pas à l'élection de 1921.